# De Meer Stadion

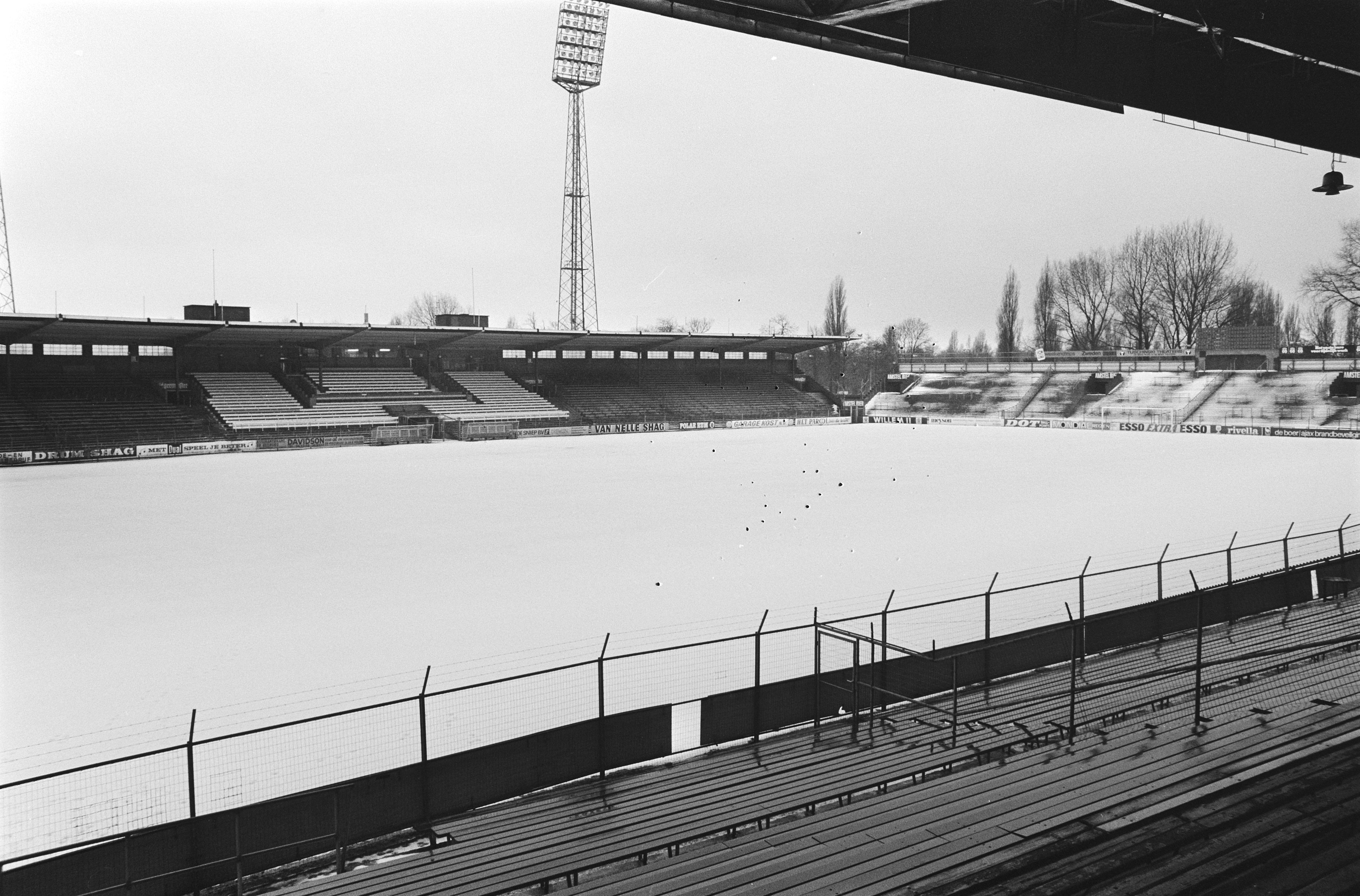
De Meer stadion, 1979

De Meer Stadion é o antigo estádio do AFC Ajax . Foi inaugurado em 1934 por o antigo estádio do clube ser muito pequeno. Após a conclusão, podia acomodar 22 000 espectadores, mas veio a acomodar até 29 500 no máximo. Mais tarde, o aumento dos requisitos de segurança reduziu gradualmente esse número para 19 000.
Com o tempo, conforme a popularidade e o sucesso do Ajax aumentaram, o De Meer provou ser muito pequeno. De 1928 em diante, o Ajax disputou os seus grandes jogos europeus no Estádio Olímpico; o estádio maior também sediou os jogos nocturnos do Ajax no meio da semana, já que o De Meer não era adequado para holofotes. O De Meer foi abandonado com a inauguração do propósito construído Amsterdam Arena em 1996, desde 2018-2019 conhecido como o Johan Cruyff Arena .